# Championnat d'Équateur de football 1983
Navigation
Saison précédente Saison suivante
La saison 1983 du Championnat d'Équateur de football est la vingt-cinquième édition du championnat de première division en Équateur.
Quatorze équipes prennent part à la Série A, la première division, au sein d'une poule unique où elles affrontent leurs adversaires deux fois, à domicile et à l'extérieur. À la fin de cette première phase, les huit premiers se qualifient pour l'Octogonal, la seconde phase tandis que les six derniers disputent la poule de relégation. À l'issue de chacune des deux phases, les trois premiers obtiennent leur billet pour la poule pour le titre, la Liguilla, qui se dispute avec les six meilleures équipes.
C'est le Club Deportivo El Nacional, tenant du titre qui remporte la compétition après avoir terminé en tête de la Liguilla, avec deux points d'avance sur Club 9 de Octubre et trois sur Barcelona Sporting Club. C'est le 7e titre de champion d'Équateur de l'histoire du club.

## Les clubs participants
| - LDU Portoviejo - Deportivo Quevedo - Manta Sport Club - Promu de Série B - Barcelona Sporting Club - Deportivo Quito - CDU Católica del Ecuador - Club Sport Emelec | - Club Deportivo El Nacional - Club Deportivo Técnico Universitario - Sociedad Deportiva Aucas - América de Quito - Promu de Série B - Club 9 de Octubre - LDU Quito - Club Deportivo Everest |

## Compétition

### Première phase
| Rang | Équipe                               | Pts | J  | G  | N | P  | Bp | Bc | Diff |
| ---- | ------------------------------------ | --- | -- | -- | - | -- | -- | -- | ---- |
| 1    | Club Deportivo El Nacional T         | 36  | 26 | 17 | 2 | 7  | 62 | 25 | +37  |
| 2    | Club 9 de Octubre                    | 33  | 26 | 15 | 3 | 8  | 43 | 34 | +9   |
| 3    | LDU Portoviejo                       | 31  | 26 | 13 | 5 | 8  | 45 | 34 | +11  |
| 4    | Barcelona Sporting Club              | 30  | 26 | 13 | 4 | 9  | 34 | 24 | +10  |
| 5    | Manta Sport Club P                   | 29  | 26 | 13 | 3 | 10 | 41 | 39 | +2   |
| 6    | LDU Quito                            | 29  | 26 | 10 | 7 | 9  | 48 | 34 | +14  |
| 7    | Club Deportivo Técnico Universitario | 27  | 26 | 13 | 1 | 12 | 40 | 36 | +4   |
| 8    | Club Sport Emelec                    | 26  | 26 | 9  | 8 | 9  | 30 | 32 | -2   |
| 9    | CDU Católica del Ecuador             | 25  | 26 | 9  | 7 | 10 | 31 | 31 | 0    |
| 10   | Sociedad Deportiva Aucas             | 24  | 26 | 9  | 6 | 11 | 38 | 44 | -6   |
| 11   | Deportivo Quito                      | 22  | 26 | 7  | 8 | 11 | 31 | 48 | -17  |
| 12   | Deportivo Quevedo                    | 21  | 26 | 7  | 7 | 12 | 22 | 30 | -8   |
| 13   | América de Quito P                   | 20  | 26 | 8  | 4 | 14 | 32 | 44 | -12  |
| 14   | Club Deportivo Everest               | 13  | 26 | 4  | 5 | 17 | 25 | 67 | -42  |

|  | Qualification pour la Liguilla et pour l'Octogonal |
|  | Qualification pour l'Octogonal                     |
|  | Participation à la poule de relégation             |
|  | T : Tenant du titre P : Promu de Série B           |

### Seconde phase

#### TournoiOctogonal
| Rang | Équipe                               | Pts | J  | G | N | P | Bp | Bc | Diff |
| ---- | ------------------------------------ | --- | -- | - | - | - | -- | -- | ---- |
| 1    | Barcelona Sporting Club              | 18  | 14 | 8 | 2 | 4 | 23 | 11 | +12  |
| 2    | Club Deportivo El Nacional T         | 16  | 14 | 7 | 2 | 5 | 17 | 12 | +5   |
| 3    | Club Deportivo Técnico Universitario | 15  | 14 | 7 | 1 | 6 | 24 | 23 | +1   |
| 4    | Manta Sport Club P                   | 14  | 14 | 5 | 4 | 5 | 19 | 18 | +1   |
| 5    | LDU Quito                            | 14  | 14 | 5 | 4 | 5 | 16 | 17 | -1   |
| 6    | LDU Portoviejo                       | 14  | 14 | 6 | 2 | 6 | 18 | 25 | -7   |
| 7    | Club 9 de Octubre                    | 12  | 14 | 4 | 4 | 6 | 19 | 23 | -4   |
| 8    | Club Sport Emelec                    | 9   | 14 | 2 | 5 | 7 | 20 | 27 | -7   |

|  | Qualification pour la Liguilla           |
|  | T : Tenant du titre P : Promu de Série B |

- Manta Sport Club obtient son billet pour la Liguilla en tant que sixième meilleur club, avec le plus grand total de points toutes phases confondues.

#### Poule de relégation
Seul le dernier de la poule est relégué en Série B.
| Rang | Équipe                   | Pts | J  | G | N | P | Bp | Bc | Diff |
| ---- | ------------------------ | --- | -- | - | - | - | -- | -- | ---- |
| 1    | Deportivo Quito          | 14  | 10 | 5 | 4 | 1 | 14 | 8  | +6   |
| 2    | CDU Católica del Ecuador | 13  | 10 | 5 | 3 | 2 | 12 | 9  | +3   |
| 3    | Sociedad Deportiva Aucas | 10  | 10 | 3 | 4 | 3 | 16 | 12 | +4   |
| 4    | América de Quito P       | 9   | 10 | 3 | 3 | 4 | 13 | 13 | 0    |
| 5    | Deportivo Quevedo        | 7   | 10 | 3 | 1 | 6 | 10 | 16 | -6   |
| 6    | Club Deportivo Everest   | 7   | 10 | 2 | 3 | 5 | 6  | 13 | -7   |

|  | Relégation directe en Série B |
|  | P : Promu de Série B          |

### Liguilla
À l'issue de chaque phase, les deux premiers du classement reçoivent un bonus respectif de 2 et 1 point.
| Rang | Équipe                               | Pts | J  | G | N | P | Bp | Bc | Diff |
| ---- | ------------------------------------ | --- | -- | - | - | - | -- | -- | ---- |
| 1    | Club Deportivo El Nacional 'T' +3    | 15  | 10 | 5 | 2 | 3 | 21 | 13 | +8   |
| 2    | Club 9 de Octubre +1                 | 13  | 10 | 5 | 2 | 3 | 14 | 14 | 0    |
| 3    | Barcelona Sporting Club +2           | 12  | 10 | 4 | 2 | 4 | 18 | 16 | +2   |
| 4    | LDU Portoviejo                       | 10  | 10 | 5 | 0 | 5 | 16 | 13 | +3   |
| 5    | Club Deportivo Técnico Universitario | 10  | 10 | 5 | 0 | 5 | 20 | 23 | -3   |
| 6    | Manta Sport Club P                   | 6   | 10 | 1 | 4 | 5 | 15 | 25 | -10  |

|  | Qualification pour la Copa Libertadores 1984 |
|  | T : Tenant du titre P : Promu de Série B     |

## Bilan de la saison
| Championnat d'Équateur de football 1983 |                                       |
| Champion                                | Club Deportivo El Nacional (7e titre) |
| Qualifications continentales            |                                       |
| Copa Libertadores 1984                  | Club Deportivo El Nacional            |
| Copa Libertadores 1984                  | Club 9 de Octubre                     |
| Promotions et relégations               |                                       |
| Promus en Série A                       | Club Deportivo Filanbanco             |
| Relégués en Série B                     | Club Deportivo Everest                |